# 𐤄
La he (𐤄‏) es la quinta letra del alfabeto fenicio. Representaba el sonido fricativo, glotal y sordo transliterado como /h/. De esta letra derivan la hē siríaca (ܗ), la ha hebrea (ה), la hāʾ árabe (ه), la épsilon griega (Ε), la E latina y la Е cirílica.

## Historia

### Origen
En la reconstrucción de la lengua protosemítica noroccidental había tres fricativas sordas: uvular /ḫ/, glotal /h/ y faríngea /ḥ/. En el alfabeto protosinaítico aparecen como derivados de los jeroglíficos egipcios ḫayt («hebra»), hillul («júbilo») y ḥasir («patio»). En fenicio ḫayt y ḥasir convergieron en ḥet (𐤇) («muro»), mientras que hillul se cambió por he («ventana»).
Es posible que se utilizara en numeración para representar el valor 5, aunque este uso sólo está atestiguado en unas monedas alejandrinas de Sidón.
| Sonido | Jeroglífico egipcio | Protosinaítico | Fenicio | Sudarábigo | Etíope |
| ------ | ------------------- | -------------- | ------- | ---------- | ------ |
| h      | 𓀠                   |                | 𐤄       |            | ሀ      |
| Nombre | hillul «gozo»       | he «ventana»   | Hoy     |            |        |
| ḥ      | 𓉗                   |                | 𐤇       |            | ሐ      |
| Nombre | ḥasir «patio»       | Ḥäwt           | 𐤇       |            |        |
| ḫ      | 𓎛                   |                | 𐤇       | ኀ          |        |
| Nombre | ḫayt «hebra»        | ḥet «muro»     | Ḫarm    |            |        |

### Correspondencia egipcia
Cuando este jeroglífico es un fonograma se pronuncia como [h]. En cambio, cuando es un ideograma, representa vivienda o granja (Gardiner O4).
| O4 |

| O4 |

### Evolución
| Fenicio | Púnico | Arameo   | Arameo  | Arameo | Arameo    |
| Fenicio | Púnico | Imperial | Nabateo | Hatreo | Palmireno |
| ------- | ------ | -------- | ------- | ------ | --------- |
|         |        |          |         |        |           |

## Descendientes

### Alfabeto árabe
En alfabeto árabe esta letra se llama هاء ['haːʔ] (hā). Es la vigésima sexta letra del alfabeto árabe (quinta con un valor de 5 en el orden abjadí) y funciona como una letra lunar. 
Representaba el sonido consonántico /h/ o fricativa glotal sorda.
| Posición | Aislada | Final | Media | Inicial |
| -------- | ------- | ----- | ----- | ------- |
| Forma:   | ه       | ـه    | ـهـ   | هـ      |

La hà se liga a la siguiente letra de la palabra. También con la precedente, siempre que ésta no sea alif, dāl, ḏāl, rā, zāy o wāw, que nunca se atan a la letra posterior.

### Alfabeto hebreo
En hebreo se escribe como ה y tiene el nombre הֵא, transcrito como he.
En hebreo moderno, este grafema transcribe, en teoría, el fonema /h/, pero en la práctica es una letra muda. También puede emplearse como mater lectionis, generalmente para transcribir la vocal [a] como marca de femenino y, a consecuencia de la generalización de este uso, la he resultado ser la única letra que puede recibir mappiq.

### Alfabeto siríaco
En alfabeto siríaco, la quinta letra es ܗܹܐ, he. Representa el sonido /h/.
Al final de una palabra con un punto encima, representa el sufijo singular femenino de tercera persona. Sin el punto, representa el equivalente masculino.
Solo con una línea horizontal encima, es la abreviatura de hānoh (ܗܵܢܘܿ), que significa 'esto es' o 'eso es', o haleluya (ܗܵܠܹܠܘܼܝܵܐ). Como numeral, he representa el número cinco.
| Madnḫaya | Serto | Estrangela | Unicode |
| -------- | ----- | ---------- | ------- |
|          |       |            | ܗ       |
| Heh      | Heh   | Heh        | Hē      |

## Unicode
| Carácter      | 𐤄                    | 𐤄                    | 𐡄                          | 𐡄                          | ܗ                | ܗ                | ࠄ                   | ࠄ                   | ࡄ                 | ࡄ                 | ሀ                    | ሀ                    |
| ------------- | -------------------- | -------------------- | -------------------------- | -------------------------- | ---------------- | ---------------- | ------------------- | ------------------- | ----------------- | ----------------- | -------------------- | -------------------- |
| Unicode       | PHOENICIAN LETTER HE | PHOENICIAN LETTER HE | IMPERIAL ARAMAIC LETTER HE | IMPERIAL ARAMAIC LETTER HE | SYRIAC LETTER HE | SYRIAC LETTER HE | SAMARITAN LETTER IY | SAMARITAN LETTER IY | MANDAIC LETTER AH | MANDAIC LETTER AH | ETHIOPIC SYLLABLE HA | ETHIOPIC SYLLABLE HA |
| Codificación  | decimal              | hex                  | decimal                    | hex                        | decimal          | hex              | decimal             | hex                 | decimal           | hex               | decimal              | hex                  |
| Unicode       | 67844                | U+10904              | 67652                      | U+10844                    | 1815             | U+0717           | 2052                | U+0804              | 2116              | U+0844            | 4608                 | U+1200               |
| UTF-8         | 240 144 164 132      | F0 90 A4 84          | 240 144 161 132            | F0 90 A1 84                | 220 151          | DC 97            | 224 160 132         | E0 A0 84            | 224 161 132       | E0 A1 84          | 225 136 128          | E1 88 80             |
| Ref. numérica | &#67844;             | &#x10904;            | &#67652;                   | &#x10844;                  | &#1815;          | &#x717;          | &#2052;             | &#x804;             | &#2116;           | &#x844;           | &#4608;              | &#x1200;             |

| Carácter      | 𐎅                  | 𐎅                  | 𐡤                   | 𐡤                   | 𐢇                   | 𐢇                   | 𐣤                | 𐣤                | 𐩠                           | 𐩠                           | 𐪀                            | 𐪀                            | 𐿤                 | 𐿤                 |
| ------------- | ------------------ | ------------------ | ------------------- | ------------------- | ------------------- | ------------------- | ---------------- | ---------------- | --------------------------- | --------------------------- | ---------------------------- | ---------------------------- | ----------------- | ----------------- |
| Unicode       | UGARITIC LETTER HO | UGARITIC LETTER HO | PALMYRENE LETTER HE | PALMYRENE LETTER HE | NABATAEAN LETTER HE | NABATAEAN LETTER HE | HATRAN LETTER HE | HATRAN LETTER HE | OLD SOUTH ARABIAN LETTER HE | OLD SOUTH ARABIAN LETTER HE | OLD NORTH ARABIAN LETTER HEH | OLD NORTH ARABIAN LETTER HEH | ELYMAIC LETTER HE | ELYMAIC LETTER HE |
| Codificación  | decimal            | hex                | decimal             | hex                 | decimal             | hex                 | decimal          | hex              | decimal                     | hex                         | decimal                      | hex                          | decimal           | hex               |
| Unicode       | 66437              | U+10385            | 67684               | U+10864             | 67719               | U+10887             | 67812            | U+108E4          | 68192                       | U+10A60                     | 68224                        | U+10A80                      | 69604             | U+10FE4           |
| UTF-8         | 240 144 142 133    | F0 90 8E 85        | 240 144 161 164     | F0 90 A1 A4         | 240 144 162 135     | F0 90 A2 87         | 240 144 163 164  | F0 90 A3 A4      | 240 144 169 160             | F0 90 A9 A0                 | 240 144 170 128              | F0 90 AA 80                  | 240 144 191 164   | F0 90 BF A4       |
| Ref. numérica | &#66437;           | &#x10385;          | &#67684;            | &#x10864;           | &#67719;            | &#x10887;           | &#67812;         | &#x108E4;        | &#68192;                    | &#x10A60;                   | &#68224;                     | &#x10A80;                    | &#69604;          | &#x10FE4;         |

| Carácter      | 𐫆                    | 𐫆                    | 𐭄                                | 𐭄                                | 𐭤                               | 𐭤                               | 𐮄                         | 𐮄                         | 𐼅                     | 𐼅                     | 𐼳                 | 𐼳                 | 𐾵                    | 𐾵                    |
| ------------- | -------------------- | -------------------- | -------------------------------- | -------------------------------- | ------------------------------- | ------------------------------- | ------------------------- | ------------------------- | --------------------- | --------------------- | ----------------- | ----------------- | -------------------- | -------------------- |
| Unicode       | MANICHAEAN LETTER HE | MANICHAEAN LETTER HE | INSCRIPTIONAL PARTHIAN LETTER HE | INSCRIPTIONAL PARTHIAN LETTER HE | INSCRIPTIONAL PAHLAVI LETTER HE | INSCRIPTIONAL PAHLAVI LETTER HE | PSALTER PAHLAVI LETTER HE | PSALTER PAHLAVI LETTER HE | OLD SOGDIAN LETTER HE | OLD SOGDIAN LETTER HE | SOGDIAN LETTER HE | SOGDIAN LETTER HE | CHORASMIAN LETTER HE | CHORASMIAN LETTER HE |
| Codificación  | decimal              | hex                  | decimal                          | hex                              | decimal                         | hex                             | decimal                   | hex                       | decimal               | hex                   | decimal           | hex               | decimal              | hex                  |
| Unicode       | 68294                | U+10AC6              | 68420                            | U+10B44                          | 68452                           | U+10B64                         | 68484                     | U+10B84                   | 69381                 | U+10F05               | 69427             | U+10F33           | 69557                | U+10FB5              |
| UTF-8         | 240 144 171 134      | F0 90 AB 86          | 240 144 173 132                  | F0 90 AD 84                      | 240 144 173 164                 | F0 90 AD A4                     | 240 144 174 132           | F0 90 AE 84               | 240 144 188 133       | F0 90 BC 85           | 240 144 188 179   | F0 90 BC B3       | 240 144 190 181      | F0 90 BE B5          |
| Ref. numérica | &#68294;             | &#x10AC6;            | &#68420;                         | &#x10B44;                        | &#68452;                        | &#x10B64;                       | &#68484;                  | &#x10B84;                 | &#69381;              | &#x10F05;             | &#69427;          | &#x10F33;         | &#69557;             | &#x10FB5;            |